# Corona danesa
La corona danesa (en danés krone, plural kroner) es la moneda oficial de Dinamarca, junto con las provincias autónomas de Groenlandia y las Islas Feroe; siendo en esta última, una variante, la corona feroesa. La corona está dividida en 100 øre y su código ISO 4217 es DKK. Normalmente se abrevia como kr.

## Historia
Hasta finales del siglo XVIII, la corona equivalía a 8 marcos. En 1873 se introdujo una nueva corona para Dinamarca, que sustituyó al rigsdaler con una tasa de 2 coronas por rigsdaler. La corona fue el resultado de los acuerdos de la Unión Monetaria Escandinava que permaneció en vigor hasta el fin de la Primera Guerra Mundial. Los países fundadores fueron Suecia y Dinamarca, junto con Noruega que entraría dos años más tarde. 
El nombre común de la moneda para Dinamarca y Noruega fue krone, y en Suecia krona. Tras la disolución de la unión monetaria los tres países decidieron no cambiar el nombre de la moneda.
En 1914 la Unión Monetaria Escandinava se disolvió cuando se abandonó el sistema monetario basado en el oro. Dinamarca volvió al estándar de oro en 1924 pero lo dejó permanentemente en 1931. Entre 1940 y 1945, la corona se fijó al reichsmark. Al finalizar la ocupación alemana, se introdujo una nueva tasa de cambio de 24 coronas por libra esterlina, que se vio reducida a 19,34 coronas en agosto del mismo año. Con los Acuerdos de Bretton Woods Dinamarca devaluó su moneda con respecto a la libra en 1949 a una tasa de 6,91 coronas por dólar. En 1967 una nueva devaluación resultó en 7,50 coronas por dólar o 18 coronas por libra.

## Islas Feroe y Groenlandia
En las islas Feroe es común utilizar monedas danesas, sin embargo circulan billetes específicos para las islas. Durante la ocupación británica del archipiélago en la Segunda Guerra Mundial se dieron algunos cambios que rápidamente llevaron a los británicos a copiar las monedas danesas de 1, 2, 5, 10 y 25 øre para su uso en las islas Feroe. Las primeras se acuñaron en bronce, y las de 10 y 25 øre en cuproníquel. Esta emisión es idéntica a las monedas danesas anteriores a la guerra, pero están fechadas en 1942 y carecen del pequeño corazón que identifica a la casa real danesa de Copenhague. Este año Dinamarca no emitió monedas propias, ya que cambió a las acuñaciones en zinc ese mismo año. Los billetes en circulación para las Feroe fueron sobreimpresos por la administración amt invalidándolos a la vez para su uso exterior.
Los billetes modernos se introdujeron en los años 1950. A pesar de la idea falsa que se tiene, la corona de las islas Feroe no es una moneda independiente, pero sí una emisión especial de los billetes daneses con un diseño diferente, algo similar a lo que ocurre con la libra esterlina para sus territorios de ultramar.
En Groenlandia la administración colonial emitió billetes distintivos entre 1803 y 1968, junto a series de monedas acuñadas entre 1926 y 1964. En 2006, los gobiernos de Dinamarca y Groenlandia llegaron a un acuerdo para emitir billetes específicos groenlandeses a partir de 2008, sin embargo aún no están disponibles y está planeada su distribución para 2011.
Debido a su estatus, los billetes y monedas daneses son de curso legal tanto en Dinamarca como en Groenlandia.

## Relación con el euro
Dinamarca negoció un estatus especial del Tratado de Maastricht que le permitía preservar la corona mientras que los demás miembros de la Unión Europea adoptaron el euro (como moneda de cuenta) en 1999. En 2000 se llevó a cabo un referéndum que rechazó la adopción del euro. El gobierno conservador de Anders Fogh Ramussen planeó otro referéndum en 2004, sin embargo no se realizó ya que las encuestas mostraban un escaso apoyo al euro.
La corona está fijada al euro a través del MTC II, el mecanismo de tipos de cambio de la Unión Europea. Antes de la introducción del euro, la corona estaba ligada al marco alemán. Su intención era que la corona se mantuviera estable.

## Monedas
Cuando se introdujeron las primeras monedas en la década de 1870, se acuñaron en denominaciones de 1, 2, 5, 10, 25 øre, 1, 2, 10 y 20 coronas. Las de 1, 2 y 5 øre eran de bronce, las de 10, 25 øre, 1 y 2 coronas de plata, y las de 10 y 20 coronas de oro. La fabricación de monedas de oro finalizó en 1917, y en 1919 lo hicieron las monedas de plata. Entre 1918 y 1919 el hierro sustituyó al bronce, y en 1920 se introdujeron monedas de cuproníquel de 10 y 25 øre, seguidas en 1924 de monedas de ½, 1 y 2 coronas.
En 1941 se introdujeron monedas de 1, 10 y 25 øre de zinc, y 2 y 5 øre de aluminio. Al siguiente año estas últimas se acuñaron también en zinc. La denominación de ½ corona se retiró de la circulación debido a la escasez de metal, y la moneda de 2 coronas dejó de acuñarse durante los años de la ocupación alemana. En 1946 se volvieron a introducir las monedas de 10 y 25 øre de cuproníquel, seguidas al año siguiente por monedas de 2 coronas de bronce-aluminio. En 1960 se introdujo una moneda de 5 coronas y la producción de monedas de 2 coronas cesó. En 1973 las denominaciones de 1 y 2 øre se retiraron de la circulación, y se introdujo una moneda de 10 coronas en 1979. En 1989 se retiraron de la circulación las monedas de 5 y 10 øre. Entre 1989 y 1992 se introdujeron nuevas monedas de 50 øre, 2 y 20 coronas, y en 2008 la moneda de 25 øre dejó de estar en curso legal.
Actualmente se encuentran en circulación las siguientes monedas:
| Imagen | Denominación | Metal    | Canto                | Diámetro (mm) | Peso (g) | Anverso                                                            | Reverso                         |
| ------ | ------------ | -------- | -------------------- | ------------- | -------- | ------------------------------------------------------------------ | ------------------------------- |
|        | 50 Øre       | Cu+Zn    | Liso                 | 21.50         | 4.30     | Corona de Cristián V - año de acuñación                            | 50 ØRE - Corazón                |
|        | 1 Corona     | Cu+Ni    | Estriado             | 20.25         | 3.60     | Monograma real de la reina Margarita II - año de acuñación         | 1 KRONE - DANMARK               |
|        | 2 Coronas    | Cu+Ni    | Estriado discontinuo | 24.50         | 5.90     | Monograma real de la reina Margarita II - año de acuñación         | 2 KRONER - DANMARK              |
|        | 5 Coronas    | Cu+Ni    | Estriado             | 28.50         | 5.90     | Monograma real de la reina Margarita II - año de acuñación         | 5 KRONER - DANMARK              |
|        | 10 Coronas   | Cu+Al+Ni | Liso                 | 23.35         | 7.00     | Margarita II - MARGRETHE II · DANMARKS DRONNING - año de acuñación | 10 KRONER - Escudo de Dinamarca |
|        | 20 Coronas   | Cu+Al+Ni | Estriado discontinuo | 27.00         | 9.30     | Margarita II - MARGRETHE II · DANMARKS DRONNING - año de acuñación | 20 KRONER - Escudo de Dinamarca |

## Billetes
En 1875, el Banco Nacional introdujo denominaciones de 10, 50, 100 y 500 coronas, junto a un billete de 5 coronas en 1898. Desde 1891, algunos bancos privados empezaron a emitir billetes que incluían denominaciones de 10, 25 øre, 1, 2, 5, 10, 20, 25 y 50 coronas.
En 1914, se introdujeron billetes de 1 corona debido al estallido de la Primera Guerra Mundial. Estos billetes se emitieron hasta 1921. En 1945, los aliados emitieron billetes de 25 øre, 1, 5, 10, 50 y 100 coronas.
Los billetes de 5 coronas fueron sustituidos por monedas en 1960. La siguiente denominación nueva no se introdujo hasta 1972, cuando comenzaron a emitirse los billetes de 1000 coronas. En 1979, los billetes de 10 coronas fueron sustituidos por monedas y se introdujeron billetes de 20 coronas, aunque éstos también fueron sustituidos por monedas. De todas formas, ambos siguen siendo de curso legal.
En 1997 se introdujo una nueva serie de billetes que van desde las 50 a las 1000 coronas. Entre 2002 y 2005 se añadieron nuevas medidas de seguridad.
| Denominación | Color predominante | Dimensiones | Anverso                                                                   | Reverso                                                                         |
| ------------ | ------------------ | ----------- | ------------------------------------------------------------------------- | ------------------------------------------------------------------------------- |
| 50 Coronas   | Violeta            | 125 x 72 mm | 50 - FEMTI KRONER - Karen Blixen - DANMARKS NATIONAL BANK                 | 50 - FEMTI KRONER - Centauro de la iglesia de Landet                            |
| 100 Coronas  | Naranja            | 135 x 72 mm | 100 - HUNDREDE KRONER - Carl Nielsen - DANMARKS NATIONAL BANK             | 100 - HUNDREDE KRONER - Basilisco de la iglesia de Tømmerby                     |
| 200 Coronas  | Verde              | 145 x 72 mm | 200 - TO HUNDREDE KRONER - Johanne Luise Heiberg - DANMARKS NATIONAL BANK | 200 - TO HUNDREDE KRONER - León de la catedral de Viborg                        |
| 500 Coronas  | Azul               | 155 x 72 mm | 500 - FEM HUNDREDE KRONER - Niels Bohr - DANMARKS NATIONAL BANK           | 500 - FEM HUNDREDE KRONER - Príncipe luchando con dragón de la iglesia de Lihme |

Los diseños actuales de los billetes daneses serán sustituidos entre 2009 y 2012. El nuevo tema se centra en los puentes daneses. El proceso de diseño se inició en 2006 a cargo del Banco Nacional de Dinamarca.
| Denominación | Color predominante | Dimensiones | Anverso                                                                             | Reverso                                             |
| ------------ | ------------------ | ----------- | ----------------------------------------------------------------------------------- | --------------------------------------------------- |
| 50 Coronas   | Violeta            | 125 x 72 mm | 50 - HALVTREDS KRONER - Puente de Sallingsund - DANMARKS NATIONAL BANK              | 50 - Vasija de Skarpsalling                         |
| 100 Coronas  | Naranja            | 135 x 72 mm | 100 - ET HUNDREDE KRONER - Puente Old Little Belt - DANMARKS NATIONAL BANK          | 100 - Ánfora de la isla de Fænø                     |
| 200 Coronas  | Verde              | 145 x 72 mm | 200 - TO HUNDREDE KRONER - Knippelsbro - DANMARKS NATIONAL BANK                     | 200 - Fíbula de Langstrup                           |
| 500 Coronas  | Azul               | 155 x 72 mm | 500 - FEM HUNDREDE KRONER - Puente de la reina Alejandrina - DANMARKS NATIONAL BANK | 500 - Vasija de bronce de Keldby, en la isla de Møn |
| 1000 Coronas | Rojo               | 165 x 72 mm | 1000 - ET TUSINDE KRONER - Great Belt Bridge - DANMARKS NATIONAL BANK               | 1000 - Carruaje del sol                             |